# Бретейль, Луи Огюст де
Луи́ Огю́ст Лё Тоннелье́, барон де Бретёйль, барон де Прёйи́ (фр. Louis Auguste Le Tonnellier, baron de Breteuil, baron de Preuilly; 7 марта 1730 — 2 ноября 1807) — французский аристократ и государственный деятель; дипломат, агент тайной дипломатической службы Людовика XV и министр.

## Биография
Поступил сначала на военную службу и в 1758 году был отправлен Людовиком XV послом ко двору курфюрста Кёльнского. В 1760 году он был послом в Петербурге, затем в Стокгольме, где на сейме 1769 года с успехом действовал в пользу французской партии. Вскоре после того он был назначен послом в Голландию, потом в Неаполь, а в 1775 в Вену.
По возвращении во Францию, назначен в 1783 году министром королевского двора. Будучи ревностным поборником абсолютизма, группировал вокруг себя сторонников феодальных и абсолютистских прерогатив, которых поддерживала Мария-Антуанетта. Нажил себе много врагов, вследствие чего в 1787 году должен был сложить с себя это звание. После падения Неккера он сделался первым министром, но пробыл в должности лишь 100 часов (назначен 11 июля, а 14 была взята Бастилия). Когда Людовик XVI не последовал его совету отступить с войсками в Компьень, он покинул Францию и отправился в Золотурн, где в 1790 году был уполномочен королём вступить в переговоры с северными дворами о мерах к восстановлению королевского престижа во Франции. Это навлекло на него потом преследования Конвента.
С 1792 года поселился в Гамбурге, где оставался до 1802 года, когда получил разрешение вернуться во Францию. Получил от Наполеона пенсию и стал льстецом бонапартистского режима, но политической роли больше не играл.